# Леопольд II (князь Липпе)
Пауль Александр Леопольд II Липпе-Детмольдский (нем. Paul Alexander Leopold II. zur Lippe; 6 ноября 1796, Детмольд — 1 января 1851, Детмольд) — князь Липпе.

## Биография
Леопольд — сын князя Липпского Леопольда I и его супруги Паулины Ангальт-Бернбургской. Отец Леопольда умер, когда сыну было 6 лет. Его регентом в Липпе до самой её смерти состояла деятельная мать Паулина Ангальт-Бернбургская. Леопольд рос робким ребёнком.
Придя к власти в Липпе, Леопольд вёл отшельнический образ жизни. У него было две страсти: охота и театр. В наследство от правления матери Леопольду достался конфликт с сословиями по поводу конституции. 6 июля 1836 года , стране была представлена новая конституция, которая не давала адекватного представительства гражданам, фермерам и рабочим, составлявшим большинство населения и основных налогоплательщиков.
Под давлением Мартовской революции 1848 года Леопольд своим распоряжением от 16 января 1849 года утвердил всеобщее, равное и прямое избирательное право в липпском ландтаге. Компромисс по поводу основного закона государства так и не был решён при жизни Леопольда II.
Леопольд умер 1 января 1851 года.

## Потомки
Леопольд II был женат на Эмилии Шварцбург-Зондерсгаузенской, дочери князя Гюнтера Фридриха Карла I Шварцбург-Зондерсгаузенского. У супругов родилось девять детей:
- Пауль Фридрих Эмиль Леопольд (1 сентября 1821 — 8 декабря 1875), был женат на Елизавете Шварцбург-Рудольштадтской (1833—1896).
- Луиза (9 ноября 1822 — 26 марта 1887)
- Гюнтер Фридрих Вольдемар (18 апреля 1824 — 20 марта 1895), князь Липпе, был женат на Софии Баденской (1834—1904).
- Фридерика (1 февраля 1825 — 12 апреля 1897)
- Фридрих (18 октября 1827 — 21 августа 1854)
- Герман (4 июля 1829 — 20 июня 1884)
- Карл Александр (16 января 1831 — 13 января 1905), князь Липпе при регентах Адольфе Шаумбург-Липпском и Эрнсте Липпе-Бистерфельдском.
- Карл (11 октября 1832 — 1 мая 1834), умер в младенчестве.
- Паулина (2 октября 1834 — 24 августа 1906)

Все девять детей Леопольда не имели собственного потомства, поэтому с их смертью, пресеклась линия Липпе-Детмольд.